# Koki Habata
Koki Habata (羽畑 公貴 Habata Koki?, nacido el 22 de julio de 1983 en Wakayama) es un exfutbolista japonés. Jugaba de delantero y su último club fue el Sagan Tosu de Japón.

## Trayectoria

### Clubes
| Club        | País  | Año         |
| ----------- | ----- | ----------- |
| Gamba Osaka | Japón | 2002 - 2003 |
| Sagan Tosu  | Japón | 2004        |